# René Cassin
René Samuel Cassin (Bayonne, 5 ottobre 1887 – Parigi, 20 febbraio 1976) è stato un giurista, magistrato e diplomatico francese, Presidente della Corte Europea dei diritti dell'uomo e Premio Nobel per la pace nel 1968.

## Biografia
Di famiglia ebraica borghese di mercanti, era figlio di Henri e Gabrielle (Dreyfus) Cassin.
Iscrittosi all'Università di Aix-en-Provence, si laureò nel 1908 in letteratura e successivamente in legge. Nel 1914 concluse gli studi, laureandosi in economia ed in scienze politiche.
La carriera legale di Cassin iniziò nel 1909, attività che intraprese in concomitanza con i suoi studi successivi. Consigliere della Corte di Parigi, si arruolò nel 1914 allo scoppio della prima guerra mondiale. Ferito in battaglia, rientrò in Francia nel 1916.
Docente di giurisprudenza presso l'Università di Lille dal 1920 al 1928, si trasferì nel 1929 per insegnare diritto civile all'Università di Parigi, dove rimase fino al 1960.
Commissario della pubblica istruzione nel Governo provvisorio della Repubblica francese guidato dal Generale Charles De Gaulle, con la liberazione nel 1945 ricoprì la carica di Presidente del Consiglio della scuola nazionale di amministrazione (Conseil de l'école nationale d'administration).
Sostenitore della promozione dell'alfabetizzazione della lingua francese nelle scuole dello Stato e delle colonie, ricoprì negli anni diverse cariche istituzionali, a livello nazionale ed europeo.
Fu, assieme a Peng Chun Chang, Charles Malik, Eleanor Roosevelt e John Peters Humphrey, tra i promotori e redattori della Dichiarazione universale dei diritti umani del 1948.
Dal 1959 divenne membro della Corte Europea dei diritti dell'uomo e ne fu presidente dal 1965 al 1968. Il suo impegno in quell'istituzione venne riconosciuto con il Premio Nobel per la pace. Oggi la sede della Corte Europea dei diritti dell'uomo è a Strasburgo, in un palazzo che sorge su una via a lui intitolata.